# Alem Kultur- und Unterhaltungszentrum
Das Alem Kultur- und Unterhaltungszentrum (turkmenisch «Älem» medeni dynç alyş merkezi) ist ein Kultur- und Unterhaltungszentrum in der turkmenischen Hauptstadt Aşgabat. Der Name Alem hat die Bedeutung „Das Universum“.

## Geschichte
Der Tourismus in Aşgabat wurde kurz nach der Unabhängigkeit von der Sowjetunion im Jahr 1991 stark gefördert. Die Regierung investierte wesentlich in die Infrastruktur und erstellte aufwendige Hotels, Kulturzentren und Unterhaltungsstätten, beispielsweise das Alem Kultur- und Unterhaltungszentrum, das sich sogleich zu einer beliebten Attraktion entwickelte. Es wurde vom Präsidenten Turkmenistans Gurbanguly Berdimuhamedow mit der Durchtrennung des symbolischen Eröffnungsbandes am 18. Mai 2012 eröffnet.

## Ausstattung
Das Gebäude des Alem-Zentrums hat sechs Stockwerke, die jeweils 7,0 Meter hoch sind, vier Obergeschosse sowie zwei Tiefgeschosse. Blickfang des Zentrums ist ein Riesenrad auf dem Gebäude. Dabei handelt es sich um ein stationäres Riesenrad mit einem Durchmesser von 47,6 Metern, das in einem geschlossenen Gehäuse untergebracht ist. Damit hält es den Rekord für das weltweit größte Innenriesenrad, ein Sachverhalt, der im Guinness-Buch der Rekorde vermerkt wurde (Stand 2024). Das Riesenrad ist mit 24 achtsitzigen Kabinen ausgestattet und kann somit maximal 192 Passagiere aufnehmen. Durch die aus Glas hergestellte Verkleidung bietet sich den Passagieren ein weiter Blick in die Umgebung. Die vordere Fassade des Riesenrads ist mit dem Symbol einer Sonne sowie einem achtzackigen Stern versehen, ein in der turkmenischen Kultur und Architektur häufig verwendetes Motiv, das auch im Wappen der Stadt Aşgabat sowie im Emblem Turkmenistans zur Anwendung kommt.
Im Untergeschoss des Zentrums befindet sich ein Weltraummuseum. Außerdem gibt es u. a. zwei Kinos, eine Bowlingbahn, eine Kartbahn, ein Schwimmbad, Räume für Tischspiele, einen Kinderspielplatz, einen Bankettsaal sowie mehrere Cafés und Restaurants. Die Gesamthöhe des Gebäudes beträgt 95 Meter, die Gesamtfläche 26.000 Quadratmeter.